# Amphoe Wiang Kaen

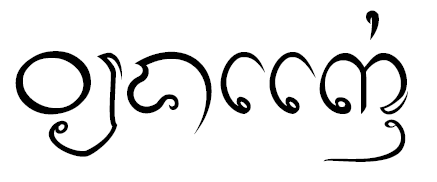
Wiang Kaen in Lan-Na-Schrift

Amphoe Wiang Kaen (Thai: อำเภอ เวียงแก่น, Aussprache: ʔāmpʰɤ̄ː wīaŋ kɛ̀ːn) ist der östlichste Landkreis (Amphoe – Verwaltungs-Distrikt) der Provinz Chiang Rai. Die Provinz Chiang Rai liegt im äußersten Norden der Nordregion von Thailand.

## Geographie
Benachbarte Landkreise (von Süden im Uhrzeigersinn): die Amphoe Thoeng, Khun Tan und Chiang Khong der Provinz Chiang Rai. Im Osten befindet sich die laotische Provinz Bokeo.

## Geschichte
Wiang Kaen wurde am 1. April 1987 als „Zweigkreis“ (King Amphoe) gegründet, bestehend aus den drei Tambon Muang Yai, Po und Lai Ngao, die von dem Kreis Chiang Khong abgespalten wurden. Am 7. September 1995 erhielt Wiang Kaen den vollen Amphoe-Status.

## Verwaltung

### Provinzverwaltung
Der Landkreis Wiang Kaen ist in vier Tambon („Unterbezirke“ oder „Gemeinden“) eingeteilt, die sich weiter in 41 Muban („Dörfer“) unterteilen.
| Nr. | Name      | Thai    | Muban | Einw.  |
| --- | --------- | ------- | ----- | ------ |
| 01. | Muang Yai | ม่วงยาย  | 09    | 07.346 |
| 02. | Po        | ปอ      | 20    | 15.719 |
| 03. | Lai Ngao  | หล่ายงาว | 06    | 03.469 |
| 04. | Tha Kham  | ท่าข้าม   | 06    | 05.681 |

### Lokalverwaltung
Es gibt drei Kommunen mit „Kleinstadt“-Status (Thesaban Tambon) im Landkreis:
- Muang Yai (Thai: เทศบาลตำบลม่วงยาย) bestehend aus dem kompletten Tambon Muang Yai.
- Lai Ngao (Thai: เทศบาลตำบลหล่ายงาว) bestehend aus dem kompletten Tambon Lai Ngao.
- Tha Kham (Thai: เทศบาลตำบลท่าข้าม) bestehend aus dem kompletten Tambon Tha Kham.

Außerdem gibt es eine „Tambon-Verwaltungsorganisation“ (องค์การบริหารส่วนตำบล – Tambon Administrative Organization, TAO)
- Po (Thai: องค์การบริหารส่วนตำบลปอ) bestehend aus dem kompletten Tambon Po.